# Ejército de Chile
Ejército de Chile (ECh, Forțele Terestre Chile) este numele unei părți din cadrul Armatei Chile, cu un total de 43.810 soldați în 2010. La data de 2 decembrie 1810 se formează ECh.